# Nippon Gaishi Hall
 (avril 2025).
Si vous disposez d'ouvrages ou d'articles de référence ou si vous connaissez des sites web de qualité traitant du thème abordé ici, merci de compléter l'article en donnant les références utiles à sa vérifiabilité et en les liant à la section « Notes et références ».
Nippon Gaishi Hall (en japonais : 名古屋市総合体育館) est un centre sportif et arène à Nagoya dans la préfecture d'Aichi. Sa capacité est de 10 000 places.

## Histoire
La salle est inaugurée en 1987.

## Événements
- Coupe du Monde de volley-ball
- concerts
- Sumo
- Le Trophée NHK pour les éditions 1995, 1999, 2004 et 2010
- Les championnats du Japon de patinage artistique 2007
- Les finales des Grands Prix ISU de patinage artistique 2017/2018 et 2025/2026